# Máximo Quiles
Máximo Martínez Quiles (Murcia, 19 maart 2008) is een Spaans motorcoureur.

## Carrière
Quiles begon zijn competitieve motorsportcarrière op zesjarige leeftijd. Tussen 2017 en 2019 behaalde hij meerdere nationale en internationale titels op MiniGP-motorfietsen. In 2020 won hij het Spaans Moto4-kampioenschap. In 2021 maakte hij de overstap naar de European Talent Cup op een Honda. Hij behaalde drie overwinningen: twee op het Circuito Permanente de Jerez en een op het Circuit Ricardo Tormo Valencia. Hiernaast stond hij nog twee keer op het podium. Met 171 punten werd hij gekroond tot kampioen in de klasse.
In 2022 combineerde Quiles de European Talent Cup met zijn eerste seizoen in de FIM MotoGP Rookies Cup. In de Talent Cup won hij een race op Valencia en stond hij nog drie keer op het podium, maar vanwege een groot aantal uitvalbeurten kwam hij niet verder dan de vierde plaats in de eindstand met 129 punten. In de Rookies Cup zegevierde hij driemaal op Jerez, het Circuit Mugello en Valencia en kwam hij nog viermaal op het podium terecht. Met 189 punten werd hij achter José Antonio Rueda en Collin Veijer derde in het klassement.
In 2023 bleef Quiles rijden in zowel de European Talent Cup als de FIM MotoGP Rookies Cup. In de Talent Cup won hij vijf races: twee op zowel Valencia als het Motorland Aragón en een op Jerez. Hiernaast stond hij nog twee keer op het podium. Met 187 punten behaalde hij zijn tweede titel in de klasse. In de Rookies Cup won hij tweemaal op Jerez en Mugello en behaalde hij nog vier podiumfinishes. Met 167 punten werd hij wederom derde in het klassement, ditmaal achter Ángel Piqueras en Álvaro Carpe.
In 2024 reed Quiles een derde seizoen in de FIM MotoGP Rookies Cup, die hij combineerde met een jaar in de FIM JuniorGP op een Honda. In de Rookies Cup won hij vroeg in het jaar twee races op het Circuit Bugatti en Mugello. In de tweede race op Mugello veroorzaakte hij in de laatste ronde een ongeluk met Ruché Moodley, die ten val kwam en maar net door de achtervolgende coureurs kon worden ontweken. Quiles werd vanwege deze manoeuvre uitgesloten van het daaropvolgende weekend op het TT Circuit Assen. Naast zijn overwinningen stond hij nog vier keer op het podium en hij werd met 153 punten uiteindelijk vijfde in het klassement. In de JuniorGP won hij de seizoensfinale op het Autódromo do Estoril en werd hij met 129 punten achter Carpe en Guido Pini derde in de eindstand.
In 2025 maakte Quiles zijn debuut in de Moto3-klasse van het wereldkampioenschap wegrace op een KTM bij het CFMoto Aspar Team. Hij miste de eerste twee races omdat hij nog te jong was en werd hierin vervangen door Jakob Rosenthaler. Hij maakte uiteindelijk zijn debuut in de Grand Prix van de Amerika's met een vijfde plaats, maar hierna raakte hij geblesseerd bij een training en werd hij in de daaropvolgende twee races vervangen door Joel Esteban. Hij keerde terug in Frankrijk, waar hij zijn eerste pole position behaalde. In de daaropvolgende race in Groot-Brittannië eindigde hij voor het eerst op het podium. In Italië won hij zijn eerste Grand Prix in zijn vijfde start in de categorie.

## Statistieken

### Grand Prix

#### Per seizoen
| Seizoen | Klasse | Motor  | Team              | Races | Winst | Podiums | Poles | SR | Ptn | Pos |
| ------- | ------ | ------ | ----------------- | ----- | ----- | ------- | ----- | -- | --- | --- |
| 2025*   | Moto3  | KTM    | CFMoto Aspar Team | 9     | 1     | 5       | 1     | 0  | 139 | 4e  |
| Totaal  | Totaal | Totaal | Totaal            | 9     | 1     | 5       | 1     | 0  | 139 |     |

#### Per klasse
| Klasse | Seizoenen  | 1e GP          | 1e podium             | 1e winst    | Races | Winst | Podiums | Poles | SR | Ptn | Kampioen |
| ------ | ---------- | -------------- | --------------------- | ----------- | ----- | ----- | ------- | ----- | -- | --- | -------- |
| Moto3  | 2025-heden | Amerika's 2025 | Groot-Brittannië 2025 | Italië 2025 | 9     | 1     | 5       | 1     | 0  | 139 | 0        |
| Totaal | 2025-heden | 2025-heden     | 2025-heden            | 2025-heden  | 9     | 1     | 5       | 1     | 0  | 139 | 0        |

#### Races per jaar
(vetgedrukt betekent pole positie; cursief betekent snelste ronde)
| Jaar | Klasse | Motor | 1   | 2   | 3     | 4   | 5   | 6     | 7     | 8     | 9     | 10     | 11    | 12    | 13    | 14  | 15  | 16  | 17  | 18  | 19  | 20  | 21  | 22  | Pos | Ptn  |
| ---- | ------ | ----- | --- | --- | ----- | --- | --- | ----- | ----- | ----- | ----- | ------ | ----- | ----- | ----- | --- | --- | --- | --- | --- | --- | --- | --- | --- | --- | ---- |
| 2025 | Moto3  | KTM   | THA | ARG | AME 5 | QAT | SPA | FRA 7 | GBR 2 | ARA 2 | ITA 1 | NED 15 | DUI 2 | TSJ 2 | OOS 4 | HON | CAT | SMR | JPN | INA | AUS | MAL | POR | VAL | 4*  | 139* |

* Seizoen nog bezig.